# Glücksburg (Jessen)

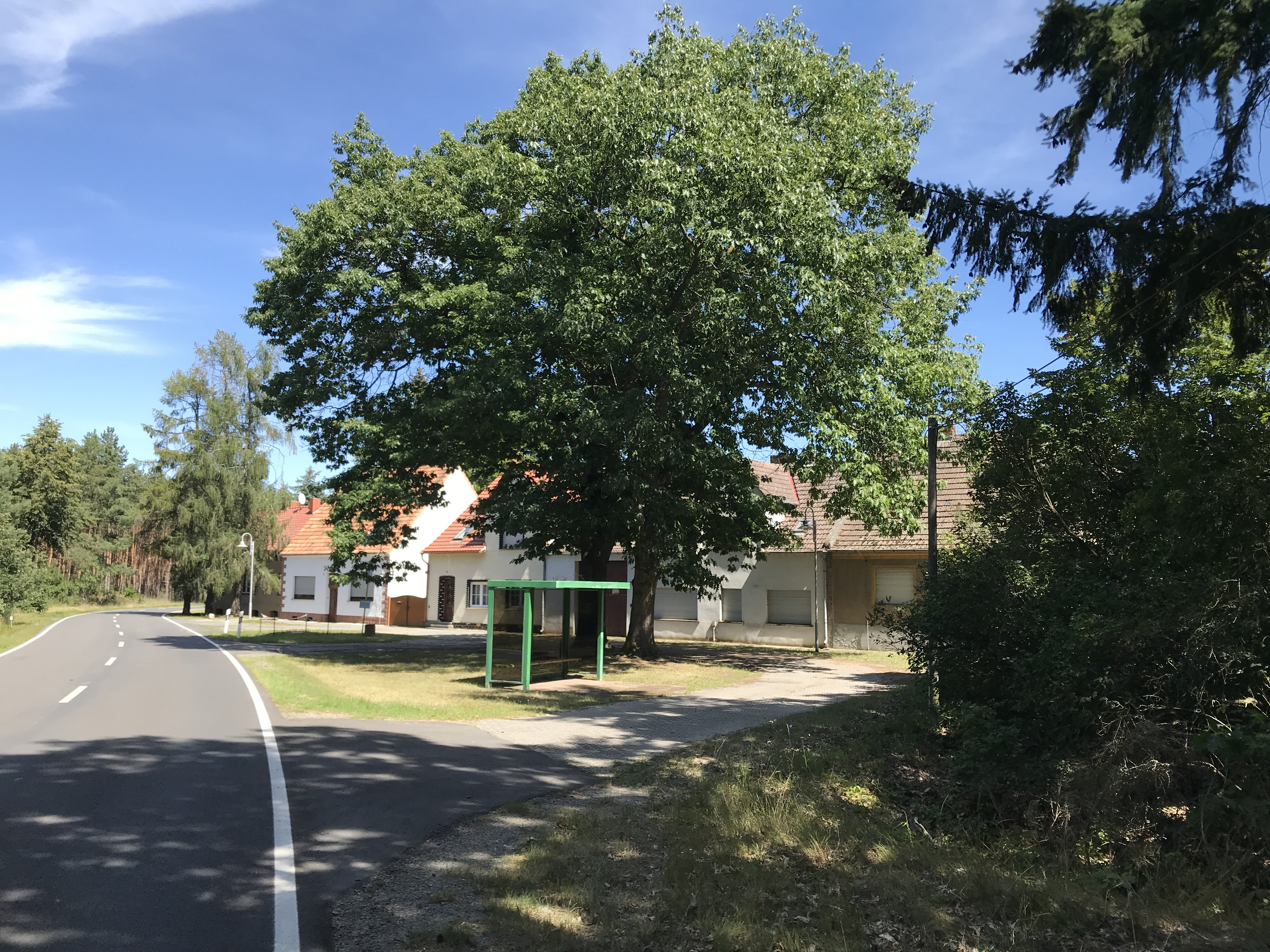
Ortsansicht

Glücksburg ist ein zu Mügeln gehöriger Stadtteil von Jessen (Elster) in Sachsen-Anhalt. Der Stadtteil hatte am 1. Juni 2022 12 Einwohner.
Der Ort ist benannt nach dem ehemaligen Jagdschloss Glücksburg, in dessen Nähe sich auch die Glashütte Glücksburg befand.
Das Jagdschloss wurde 1576–1580 erbaut. Im Siebenjährigen Krieg wurde das Jagdschloss zerstört. Anfang des 19. Jahrhunderts wurde aus den Resten die Oberförsterei Glücksburg errichtet.
Am 1. Mai 1974 wurde Glücksburg in die Gemeinde Mügeln eingegliedert.